# Nil Talu
Nil Talu (27 settembre 2006) è una nuotatrice artistica turca.

## Biografia
Nil Talu esordisce nelle gare internazionali nel 2023, partecipa con la squadra turca ai Giochi europei, riuscendo a vincere la medaglia di bronzo nel programma libero combinato. Nella medesima competizione partecipa nella gara di doppio tecnico, in coppia con Esmanur Yirmibeş, terminando in 17ª posizione.
Pochi mesi dopo, Nil prende parte per la prima volta ai campionati mondiali di nuoto, tenutesi a Fukuoka, gareggiando con la compagna Esmanur Yirmibeş nel doppio tecnico, terminando però le qualifiche in 32ª posizione e non riuscendosi a qualificare per la finale.

## Palmarès
- Giochi europei

Cracovia 2023: bronzo nel programma libero combinato